# Creagrutus
Creagrutus és un gènere de peixos de la família dels caràcids i de l'ordre dels caraciformes.

## Taxonomia
- Creagrutus affinis (Steindachner, 1880)[2]
- Creagrutus amoenus (Fowler, 1943)[3]
- Creagrutus anary (Fowler, 1913)[4]
- Creagrutus atratus (Vari & Harold, 2001)[5]
- Creagrutus atrisignum (Myers, 1927)[6]
- Creagrutus barrigai (Vari & Harold, 2001)[7]
- Creagrutus beni (Eigenmann, 1911)[8]
- Creagrutus bolivari (Schultz, 1944)[9]
- Creagrutus brevipinnis (Eigenmann, 1913)[10]
- Creagrutus britskii (Vari & Harold, 2001)[7]
- Creagrutus calai (Vari & Harold, 2001)[7]
- Creagrutus caucanus (Eigenmann, 1913)[11]
- Creagrutus changae (Vari & Harold, 2001)[7]
- Creagrutus cochui (Géry, 1964)[12]
- Creagrutus cracentis (Vari & Harold, 2001)[7]
- Creagrutus crenatus (Vari & Harold, 2001)[7]
- Creagrutus ephippiatus (Vari & Harold, 2001)[7]
- Creagrutus figueiredoi (Vari & Harold, 2001)[7]
- Creagrutus flavescens (Vari & Harold, 2001)[7]
- Creagrutus gephyrus (Böhlke & Saul, 1975)[13]
- Creagrutus gracilis (Vari & Harold, 2001)[7]
- Creagrutus guanes (Torres-Mejia & Vari, 2005)[14]
- Creagrutus gyrospilus (Vari & Harold, 2001)[7]
- Creagrutus hildebrandi (Schultz, 1944)[15]
- Creagrutus holmi (Vari & Harold, 2001)[7]
- Creagrutus hysginus (Harold, Vari, Machado-Allison & Provenzano, 1994)[16]
- Creagrutus ignotus (Vari & Harold, 2001)[7]
- Creagrutus kunturus (Vari, Harold & Ortega, 1995)[17]
- Creagrutus lassoi (Vari & Harold, 2001)[7]
- Creagrutus lepidus (Vari, Harold, Lasso & Machado-Allison, 1993)[18]
- Creagrutus machadoi (Vari & Harold, 2001)[7]
- Creagrutus magdalenae (Eigenmann, 1913)[10]
- Creagrutus magoi (Vari & Harold, 2001)[7]
- Creagrutus manu (Vari & Harold, 2001)[7]
- Creagrutus maracaiboensis (Schultz, 1944)[15]
- Creagrutus maxillaris (Myers, 1927)[19]
- Creagrutus melanzonus (Eigenmann, 1909)[20]
- Creagrutus melasma (Vari, Harold & Taphorn, 1994)[21]
- Creagrutus menezesi (Vari & Harold, 2001)[7]
- Creagrutus meridionalis (Vari & Harold, 2001)[7]
- Creagrutus molinus (Vari & Harold, 2001)[7]
- Creagrutus mucipu (Vari & Harold, 2001)[7]
- Creagrutus muelleri (Günther, 1859)[22]
- Creagrutus nigrostigmatus (Dahl, 1960)[23]
- Creagrutus occidaneus (Vari & Harold, 2001)[7]
- Creagrutus ortegai (Vari & Harold, 2001)[7]
- Creagrutus ouranonastes (Vari & Harold, 2001)[7]
- Creagrutus paraguayensis (Mahnert & Géry, 1988)[24]
- Creagrutus paralacus (Harold & Vari, 1994)[25]
- Creagrutus pearsoni (Mahnert & Géry, 1988)[24]
- Creagrutus peruanus (Steindachner, 1877)[26]
- Creagrutus petilus (Vari & Harold, 2001)[7]
- Creagrutus phasma (Myers, 1927)[19]
- Creagrutus pila (Vari & Harold, 2001)[7]
- Creagrutus planquettei (Géry & Renno, 1989)[27]
- Creagrutus provenzanoi (Vari & Harold, 2001)[7]
- Creagrutus runa (Vari & Harold, 2001)[7]
- Creagrutus saxatilis (Vari & Harold, 2001)[7]
- Creagrutus seductus (Vari & Harold, 2001)[7]
- Creagrutus taphorni (Vari & Harold, 2001)[7]
- Creagrutus tuyuka (Vari & Lima, 2003)[28]
- Creagrutus ungulus (Vari & Harold, 2001)[7]
- Creagrutus varii (Ribeiro, Benine & Figueieredo, 2004)[29]
- Creagrutus veruina (Vari & Harold, 2001)[7]
- Creagrutus vexillapinnus (Vari & Harold, 2001)[7]
- Creagrutus xiphos (Vari & Harold, 2001)[7]
- Creagrutus zephyrus (Vari & Harold, 2001)[7][30][31][32][33][34][35][36]